# Lucas Salinas
Lucas Spinola Salinas, hay Lucas (sinh ngày 14 tháng 10 năm 1995) là một cầu thủ bóng đá người Brasil thi đấu cho Lusitano VRSA. Anh cũng mang quốc tịch Tây Ban Nha.

## Sự nghiệp câu lạc bộ
Salinas ra mắt chuyên nghiệp tại Campeonato Paulista cho São Bento vào ngày 26 tháng 3 năm 2015 trong trận đấu trước Bragantino.